# Selma vom Scheidt
Selma vom Scheidt (* 26. September 1874 in Bremen; † 19. Februar 1959 in Weimar) war eine deutsche Opernsängerin.

## Leben
Ihre jüngeren Brüder waren Julius vom Scheidt (1877–1949) und der Bariton Robert vom Scheidt (1879–1964).

### Karriere
Selma vom Scheidt war Schülerin von Heinrich Böllhoff in Hamburg und später von Theodor Bertram. Sie wirkte u. a. in Aachen, Berlin, Bonn, Bremen, Düsseldorf, Essen, Hamburg, Kassel, Köln, Leipzig, Lübeck, Weimar und Wuppertal. 1891 debütierte sie als „Agathe“ im Freischütz (Weber) in Elberfeld. Weitere Stationen Scheidts waren Essen von 1892 bis 1894 und Düsseldorf 1894 bis 1895. Sie hatte Auftritte in Aachen, Bonn und Berlin, bevor sie 1900 nach Weimar wechselte.
Sie lebte nach 1900 in Weimar und war Sopranistin am großherzoglichen Hoftheater. Sie stand über 25 Jahre auf der Bühne. In Weimar war sie wohnhaft zumindest in ihrer aktiven Zeit in der damaligen Lassenstraße 31, der heutigen Trierer Straße 73. Einige Jahre später, als sie ihren Wohnsitz schon gewechselt hatte, war hier der Wohnsitz von Johannes Schlaf.
Später wurde sie Gesangslehrerin und gab u. a. 1948 noch ein Konzert mit ihren Schülern zum 50. Jubiläum ihrer Lehrtätigkeit. Sie war Ehrenmitglied des Deutschen Nationaltheaters, wie auch ihr Grabstein verrät.
Selma vom Scheidt hinterließ Schallplatten für G&T (Köln 1903, Bayreuth 1904 und Berlin 1906) und Beka (Berlin 1907), außerdem existieren Walzen-Aufnahmen für Pathé-Atlas (Düsseldorf ca. 1905) und Excelsior (Köln ca. 1905–06).

### Die Affäre Lebius - May
Sie spielte auch im Leben des Schriftstellers Karl May eine gewisse Rolle, indem sie versuchte, in dessen Auseinandersetzung mit Rudolf Lebius zu schlichten, nachdem Mai vom unfreundlichen Inhalt eines Lebius-Briefes an sie Kenntnis erhielt.

### Grabstelle
Ihr Grab befindet sich auf dem Neuen Friedhof Weimar.